# Karl Seckinger
Karl Seckinger (* 25. November 1897 in Offenburg; † 23. Dezember 1978 in Karlsruhe) war ein Bildhauer, der vor allem in Karlsruhe und Umgebung wirkte.

## Leben
Karl Seckinger studierte zuerst Bildhauerei an der Kunstgewerbeschule Straßburg. Danach ging Seckinger an die Staatliche Akademie der Bildenden Künste Karlsruhe, wo er ein Meisterschüler von Georg Schreyögg war. Seit dem Jahre 1937 lebte er in Karlsruhe-Grötzingen. Seckinger war bekannt dafür monumentale Steinskulpturen, Bronzebüsten und Statuetten zu schaffen. In späteren Jahren schuf er auch Medaillen und Plaketten.

## Werke
- Berghausen
  - Kriegerdenkmal für die Gefallenen von 1914–18 in
- Kriegerdenkmal für die Gefallenen von 1914–18 in Grötzingen
- Pietà in Langenbrand
- Pietà in Grötzingen
- „Hirtenbub mit zwei Ziegen-Brunnen“ in Grötzingen